# Daniel Stendel
Daniel Stendel (* 4. April 1974 in Frankfurt (Oder)) ist ein ehemaliger deutscher Fußballspieler und heutiger -trainer.

## Sportliche Laufbahn
Stendel begann 1981 seine Laufbahn beim FC Vorwärts Frankfurt/Oder (ab Februar 1991: FC Victoria '91 Frankfurt/Oder), für den er in der Saison 1991/92 noch als A-Jugendlicher in der drittklassigen Amateur-Oberliga debütierte (18 Spiele/4 Tore). Während der Spielzeit 1995/96 stieg er im März 1996 aus der zweiten Mannschaft, für die er seit Sommer 1992 auflief, zum Fußballprofi beim Hamburger SV auf, da im HSV-Bundesligaaufgebot ein Mangel an Stürmern herrschte. Dort konnte er sich nicht dauerhaft durchsetzen und wechselte zunächst zum SV Meppen und später zum FC Gütersloh in die 2. Bundesliga.
Von 1999 bis 2006 spielte der Stürmer für Hannover 96. In der Saison 2001/02 stieg er mit Hannover 96 in die Bundesliga auf. In dieser Saison erzielte er mit 16 Treffern die meisten Saisontore in seiner Karriere. In der Bundesliga hielt er sich drei Jahre lang im erweiterten Kreis der Stammspieler. In der Saison 2005/06 absolvierte er nur noch sechs Spiele. Zur Folgesaison 2006/07 wechselte er in die Regionalliga Nord zum FC St. Pauli, bei dem er einen bis 2008 gültigen Vertrag unterschrieb. 2007 stieg er mit dem Verein in die 2. Bundesliga auf.
Zur Saison 2007/08 wechselte er zurück zu Hannover 96. Dieses Mal jedoch spielte der inzwischen 33-jährige Fußballer für die Amateurmannschaft in der Oberliga.

## Trainerlaufbahn
Parallel zu seiner letzten als aktiver Spieler arbeitete Stendel bei Hannover II bereits als Co-Trainer und stieg mit seiner Mannschaft in die neue Regionalliga Nord (4. Liga) auf. Nach seinem Karriereende ein Jahr später wurde er Trainer der U17; 2013 wechselte er zur U19.
Anfang April 2016 übernahm Stendel sechs Spieltage vor dem Ende der Saison 2015/16 die mit zehn Punkten Rückstand auf den Relegationsplatz auf dem letzten Tabellenplatz stehende Bundesligaelf vom beurlaubten Thomas Schaaf, zunächst bis zum Saisonende. Die Mannschaft zeigte sich unter Stendel wie verwandelt und gewann die Herzen der verärgerten Fans und der lokalen Medien zurück. 96 blieb in den ersten drei Spielen jeweils gegen Teams aus der oberen Tabellenhälfte ungeschlagen, dennoch stand der Abstieg frühzeitig rechnerisch fest. Daraufhin unterschrieb Stendel einen neuen Cheftrainer-Vertrag, der bis zum 30. Juni 2018 gültig war. Für das Finale des DFB-Junioren-Vereinspokals 2016 kehrte Stendel nochmal auf die Bank der U19-Mannschaft zurück; das Spiel wurde mit 4:2 gewonnen.
In der Zweitligasaison 2016/17 stand 96 unter Stendel zur Saisonhalbzeit auf dem zweiten Tabellenplatz. Nachdem die Mannschaft im März 2017 auf dem vierten Platz abgerutscht war und dabei auch spielerisch nicht überzeugen konnte, wurde Stendel am 20. März 2017 freigestellt und André Breitenreiter als Nachfolger verpflichtet. Anfang Juni 2018 wurde Stendel als neuer Trainer beim englischen Zweitligaabsteiger FC Barnsley vorgestellt. Mit diesem schaffte er in seiner ersten Saison auf Anhieb den Wiederaufstieg in die EFL Championship. Nachdem die Mannschaft mit nur sechs Punkten aus den ersten elf Ligaspielen in die Saison 2019/20 gestartet war und auf dem vorletzten Tabellenplatz gelegen hatte, wurde er am 8. Oktober 2019 entlassen.
Anfang Dezember 2019 übernahm Stendel den Trainerposten beim schottischen Erstligisten Heart of Midlothian. Dort sorgte er im Januar 2020 für Schlagzeilen, nachdem er Mannschaftskapitän Christophe Berra, Mittelfeldveteran Glenn Whelan sowie aus dem Trainerstab Austin MacPhee, Jon Daly und Liam Fox aussortierte. Er gewann mit den „Hearts“ fünf von 17 Spielen und erreichte das Halbfinale im schottischen Pokal. Nach dem vorzeitigen Abbruch der Saison 2019/20 Mitte Mai 2020 aufgrund der COVID-19-Pandemie wurde seitens des Ligaverbands die Quotientenregel angewandt. Folglich mussten die Hearts mit Stendel als Tabellenletzter in die Championship absteigen. Am 21. Juni 2020 wurde als sein Nachfolger als Trainer Robbie Neilson vorgestellt. Stendel verließ den Verein offiziell einen Tag später zusammen mit seinem Co-Trainer Jörg Sievers.
Zur Saison 2021/22 wurde Stendel als neuer Cheftrainer des französischen Zweitligisten AS Nancy vorgestellt, bei dem wie beim FC Barnsley die Pacific Media Group investiert ist. Stendel wurde bereits nach 10 sieglosen Spielen im September wieder freigestellt.
Am 20. Juni 2022 vermeldete Hannover 96, dass Stendel nach Hannover zurückkehrt, um in der Folge die U23 des Vereins zu trainieren.

## Erfolge
- Zweitligameister und Aufstieg in die Fußball-Bundesliga mit Hannover 96 in der Saison 2001/02, als Spieler
- DFB-Junioren-Vereinspokalsieger: 2016, als Trainer